# Мечети Каргалы
Мечети Каргалы — мечети села Татарская Каргала Сакмарского района Оренбургской области. Всего в XVIII — начале XX веков было построено 10 мечетей: 1-я была построена в 1746 году, 2-я — в 1760, 3-я — в 1767, 4-я и 5-я — в 1773, 6-я — в 1790, 7-я — в 1792, 8-я — в 1795, 9-я — в 1884 и 10-я — в 1909 годах. При мечетях действовали медресе и мектебы. Здания 8-й и 10-й мечети сохранились и действуют как мечети «Куш манара» и Белая. В новейшее время была построена еще одна мечеть.

## Куш манара
Каменная мечеть «Куш манара» (Восьмая соборная мечеть Каргалы, тат. Кушманаралы мәчет — «двухминаретная мечеть») была построена в 1795 году на средства купца Магди Кайсарова и его сына Мухаммед-Рахима. Представляла собой каменное 2-этажное здание, квадратное в основании, с купольной крышей и двумя минаретами, фланкирующими вход. В 1934 году мечеть была закрыта. Оба минарета были снесены. В конце 1946 года здание было возвращено верующим. С 1992 года при мечети действует воскресная школа. На фронтоне здания есть цифры «1749». Находится по адресу ул. Советская, 10.

## Белая мечеть
Каменная Белая мечеть (Десятая соборная мечеть Каргалы, тат. Ак мәчет) была построена в 1909 году. В советское время была закрыта и использовалась под склад. Восстановлена силами верующих в 2001–2006 годах. С 9 апреля 2006 года возобновила работу. Находится по адресу ул. Советская, 92а.

## Мечеть «Салям»
Была построена новая мечеть «Салям» (тат. Сәлам — «мир»), находится по адресу ул. Линейная, 1а.